# Алат (город)
Алат (узб. Olot / Олот) — город районного подчинения, административный центр Алатского района Бухарской области Узбекистана.

## География
Находится в 70 км от города Бухары. Имеются железнодорожная станция и базары (рынки).

## Климат
Самая высокая температура — 48°C средняя температура июля — 31.0°C. В июле днём температура не опускается ниже 35°C.

## Население
Население — более 18 000 человек. Основная часть населения — узбеки, а также есть туркмены, татары, русские казахи и немцы.